# 후쿠오카 마사노부

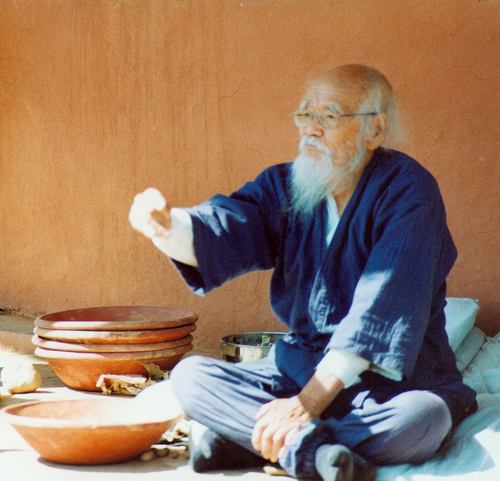
후쿠오카 마사노부

후쿠오카 마사노부(일본어: 福岡 正信, 1913년 2월 2일 ~ 2008년 8월 16일)는 일본의 농부, 철학자, 환경 운동가로 자연농법의 창시자이다. 그의 자연농법은 "생명농법", "무위농법"이라고 부른다. 근대농법, 과학농법에 등을 돌린 노자의 무위자연을 그대로 현실로 옮긴 농업혁명의 실천가이다. 그의 농법 4대 핵심은 〈무경운〉, 〈무농약〉, 〈무비료〉, 〈무제초〉의 농업으로 4무농법(四無農法)이라고도 한다. 후쿠오카 마사노부는 〈자연농법〉을 통하여, 지구의 사막화 방지와 인간의 건강한 식량 공급을 위한 녹색혁명을 일으켰고, 1988년에 농업분야에서 막사이사이상을 수상하였다.

## 대표 저서
- "짚 한오라기의 혁명"
- "자연농법(농사는 자연이 짓고, 농부는 그 시중을 든다.)"

## 같이 보기
- 자연농법
  - 가와구치 요시카즈 - 대표적인 자연농법 실천가
  - 최성현 (번역가) - 일본어 서적 번역가, 자연농법 실천가 및 에세이스트
- 다큐 자연농 - 후쿠오카 마사노부의 사상을 바탕으로 자연농을 실천하는 전세계 농부들을 취재한 다큐멘터리